# Bernd Willmes
Bernd Willmes (* 30. Juli 1952 in Wanne-Eickel) ist ein deutscher Exeget und Alttestamentler. Er war von 2000 bis 2004 und von 2012 bis 2016 Rektor der Theologischen Fakultät Fulda.

## Leben
Willmes studierte Katholische Theologie an der Ruhr-Universität Bochum (RUB) (1977; Dipl.-Theol.). 1979 machte er seinen Magister Artium mit Hauptfach Pädagogik an der RUB. 1983 wurde er an der Fakultät für Katholische Theologie der RUB im Fach Altes Testament bei Lothar Ruppert zum Dr. theol. promoviert. 1996 schloss sich eine Dissertation über Fachwissen im Schulunterricht zum Dr. phil. an der Philosophischen Fakultät der Rheinischen Friedrich-Wilhelms-Universität Bonn in Erziehungswissenschaften bei Philipp Eggers an.
Am 8. Juni 1984 empfing er in der Propsteikirche St. Urbanus in Gelsenkirchen-Buer durch Franz Hengsbach, Bischof von Essen, die Priesterweihe und war anschließend bis 1987 als Kaplan in Duisburg tätig. Von 1987 bis 1990 war er Hochschulassistent im Fachbereich Katholische Theologie der Universität Osnabrück und von 1990 bis 1991 wissenschaftlicher Assistent der Theologischen Fakultät der Katholischen Universität Eichstätt.
1991 erhielt Bernd Willmes einen Ruf an den Lehrstuhl für Exegese des Alten Testaments der Theologischen Fakultät Fulda. Von 1994 bis 2000 war er deren Prorektor, von 2000 bis 2004 Rektor, seit Oktober 2008 erneut Prorektor und wieder seit 2012 deren Rektor in Nachfolge von Christoph Gregor Müller.
Willmes ist seit 1990 Mitglied der Katholischen Deutschen Studentenverbindung KDStV Alcimonia Eichstätt im CV. Seit 2005 ist er Mitglied der Katholischen Deutschen Studentenverbindung Adolphiana Fulda und deren Verbindungsseelsorger. Bischof Heinz Josef Algermissen ernannte ihn 2005 zum Ehrendomkapitular am Fuldaer Dom. Papst Benedikt XVI. ernannte ihn 2006 zum Päpstlichen Ehrenkaplan (Monsignore).

## Schriften
- mit Friedrich Diedrich: Studien zur Botschaft der Propheten., Festschrift für Lothar Ruppert zum 65. Geburtstag, Echter Verlag 1998, ISBN 978-3429020132
- Alttestamentliche Weisheit und Jahweglaube, Alber 1992, ISBN 3-7820-0648-8
- Freude über die Vergebung der Sünden, Alber 1996, ISBN 3-7820-0736-0
- Gott als Vater in Bibel und Liturgie, Alber 2000, ISBN 3-7820-0842-1, zusammen mit Josef Zmijewski, Karlheinz Diez
- Menschliches Schicksal und ironische Weisheitskritik im Koheletbuch, Neukirchener Verlag 2000, ISBN 3-7887-1825-0
- Jahwe, ein schlummernder Beschützer. Zur Exegese und zum Verständnis von Psalm 121, Neukirchener Verlag 2001, ISBN 3-7887-1665-7
- Von der Exegese als Wissenschaft zur kanonisch-intertextuellen Lektüre?, Knecht Frankfurt 2002, ISBN 3-7820-0865-0